# Copa de Naciones de la WAFU 2010
La Copa de Naciones de la WAFU 2010 fue la segunda edición de este torneo de fútbol a nivel de selecciones nacionales organizado por la Unión de Fútbol de África Occidental y que contó con la participación de 8 naciones de África Occidental.
Nigeria venció a Senegal en la final disputada en Abeokuta para ganar el título por primera vez.

## Fase de grupos

### Grupo A
| Nación  | J | G | E | P | GF | GC | GD  | Pts |
| ------- | - | - | - | - | -- | -- | --- | --- |
| Nigeria | 3 | 3 | 0 | 0 | 11 | 1  | +10 | 9   |
| Senegal | 3 | 1 | 1 | 1 | 4  | 2  | +2  | 4   |
| Guinea  | 3 | 1 | 0 | 2 | 1  | 8  | -7  | 3   |
| Benín   | 3 | 0 | 1 | 2 | 0  | 5  | -5  | 1   |

| Nigeria | 4 - 0 | Benín   |
| Senegal | 3 - 0 | Guinea  |
| Guinea  | 0 - 5 | Nigeria |
| Benín   | 0 - 0 | Senegal |
| Nigeria | 2 - 1 | Senegal |
| Guinea  | 1 - 0 | Benín   |

### Grupo B
| Nación       | J | G | E | P | GF | GC | GD  | Pts |
| ------------ | - | - | - | - | -- | -- | --- | --- |
| Ghana        | 3 | 3 | 0 | 0 | 9  | 0  | 9   | 9   |
| Burkina Faso | 3 | 2 | 0 | 1 | 9  | 6  | 3   | 6   |
| Liberia      | 3 | 1 | 0 | 2 | 4  | 6  | -2  | 3   |
| Togo         | 3 | 0 | 0 | 3 | 1  | 11 | -10 | 0   |

| Ghana        | 2 - 0 | Togo         |
| Burkina Faso | 3 - 1 | Liberia      |
| Liberia      | 0 - 3 | Ghana        |
| Togo         | 1 - 6 | Burkina Faso |
| Ghana        | 4 - 0 | Burkina Faso |
| Togo         | 0 - 3 | Liberia      |

## Fase Final

### Semifinales
| Equipo 1 | Resultado | Equipo 2     |
| -------- | --------- | ------------ |
| Nigeria  | 1-0       | Burkina Faso |
| Senegal  | 3-1       | Ghana        |

### Tercer Lugar
| 18 de abril de 2010 | Burkina Faso | 0 - 1   | Ghana     | MKO Abiola Stadium, Abeokuta, Nigeria |  |
|                     |              | Reporte | Opoku 42' |                                       |  |

### Final
| 18 de abril de 2010 | Nigeria                  | 2 - 0   | Senegal | MKO Abiola Stadium, Abeokuta, Nigeria |  |
|                     | Gabriel 52' · Okpako 87' | Reporte |         |                                       |  |

## Campeón
| Copa de Naciones de la WAFU 2010 |
| -------------------------------- |
| Bandera de Nigeria               |
| Nigeria 1º Título                |